# Caren Metschuck
Caren Metschuck (* 27. September 1963 in Greifswald) ist eine ehemalige deutsche Schwimmerin und mehrfache Olympiasiegerin.

## Leben
Bei den Olympischen Spielen 1980 in Moskau wurde Metschuck über 100 m Schmetterling Olympiasiegerin. Zudem gewann sie mit der 4 × 100-m-Freistilstaffel und der 4 × 100-m-Lagenstaffel ebenfalls Gold. Damit wurde sie die erfolgreichste weibliche Teilnehmerin dieser Olympischen Spiele. Ein Jahr später wurde sie bei den Europameisterschaften 1981 in Split Europameisterin über 100 m Freistil und siegte wiederum mit der 4 × 100-m-Freistilstaffel und der 4 × 100-m-Lagenstaffel. Nach den Weltmeisterschaften 1982 und dem Weltmeistertitel mit der 4 × 100-m-Freistilstaffel beendete sie ihre kurze Karriere und wurde Lehrerin.
Im Jahr 1980 wurde sie mit dem Vaterländischen Verdienstorden in Silber ausgezeichnet und im Jahr 1990 in die Ruhmeshalle des internationalen Schwimmsports aufgenommen.
Heute heißt sie Caren Mahn und arbeitete bis August 2010 als Landestrainerin beim SC Empor Rostock 2000, wo sie u. a. den ehemaligen deutschen Spitzenschwimmer Thomas Rupprath trainierte.